# Nudelman-Rikhter NR-30
El Nudelman-Rikhter NR-30 fue un cañón automático soviético ampliamente empleado en aviones de combate de la Unión Soviética y el Pacto de Varsovia. Fue diseñado por A. E. Nudelman y A. A. Rikhter, entrando en servicio en 1954.

## Características
El NR-30 es un cañón automático accionado por retroceso corto, básicamente una versión agrandada del Nudelman-Rikhter NR-23 de 23 mm que fue introducido en 1949. Dispara una gran bala (que pesaba más del doble que la de 23 mm del NR-23), necesitando un freno de boca con apagallamas integrado para prevenir daños a las estructuras del avión al disparar. Antes de la introducción de este cañón automático, el armamento estándar de los cazas soviéticos eran dos cañones de 23 mm y uno de 37 mm que balísticamente eran muy diferentes. El de 23 mm era bastante potente, pero tenía una baja velocidad inicial, mientras que el de 37 mm tenía una baja cadencia de disparo y reserva de municiones.
Un MiG-15 usualmente llevaba 80 proyectiles para cada cañón de 23 mm y 40 para el Nudelman N-37 de 37 mm. El cañón de 30 mm debía ser un arma capaz de combinar el poder destructivo y las cualidades balísticas del de 37 mm con la cadencia de disparo usual del NR-23 de 23 mm.
Tenía una velocidad de boca de unos 800 m/s, una bala de 400 g (dos veces el peso de la de 23 mm y la mitad de la de 37 mm), una cadencia de 900 disparos/minuto, incluso mayor que la del NR-23, y una reserva usual de 70 proyectiles para cada cañón. Era generalmente montado en las alas en lugar del morro. Había varios tipos de munición, con no menos de 20 modelos. Las balas más empleadas eran las antiblindaje e incendiarias de alto poder explosivo, las segundas con una carga explosiva de 40-48 g (mucho mayor que una bala de 20 mm).
Era claro que este cañón dispararía proyectiles pesados, como los DEFA (que disparaban el proyectil menos potente 30 x 113) que tenían proyectiles que pesaban alrededor de 270 g, con velocidad similar pero una mejor cadencia de disparo (1.200-1.300 disparos/minuto), más versados en combate aéreo. Los DEFA usualmente llevan 120-140 proyectiles cada uno. El NR-30 además era bastante ligero, con un mayor poder de fuego (comparando la cadencia de disparo y el peso del proyectil) a pesar de ser un tercio más ligero. Solamente el Gryazev-Shipunov GSh-30-1 es el más ligero de los cañones automáticos de 30 mm. Un tipo inusual de munición fue el dispersador de chaff PRL, que llevaba 48.000 partículas de chaff, pero se desconoce su modo de empleo.

## Empleo

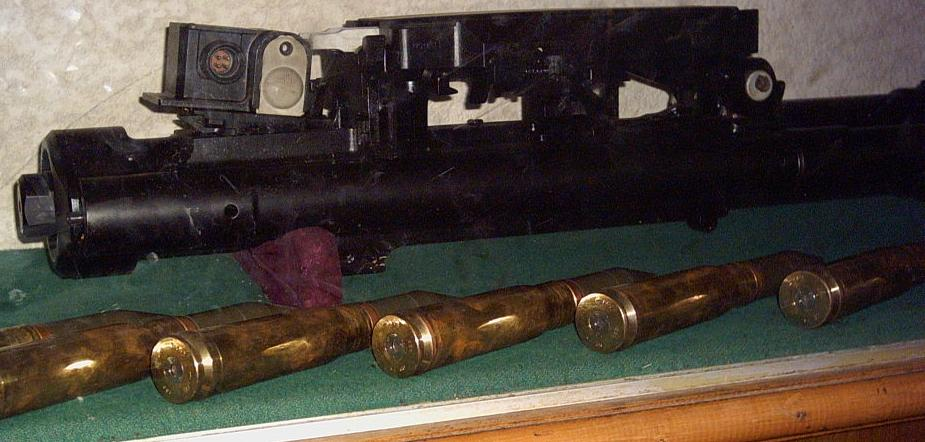
Acercamiento de un NR-30 y sus cartuchos, expuestos en el Museo Militar de Egipto.

El NR-30 fue principalmente empleado en el MiG-19 (antes de este modelo, los aviones de la serie MiG llevaban cañones de 23 mm y 37 mm), los primeros modelos del MiG-21, el Sukhoi Su-7 y el Sukhoi Su-17. Además fue empleado en el Shenyang J-6, la copia china del MiG-19, con un tercer cañón en el morro. Los chinos fabricaron su propia versión de este cañón, el Tipo 30, que tiene características ligeramente distintas, pero su operación es básicamente similar.
A pesar de que su cadencia de disparo lo hace más apto para ataques a tierra, es un arma formidable que combina una precisión razonable y un devastador poder de impacto. Además parece que una versión de este cañón fue modificada para poder emplearse en el espacio exterior, siendo probada con éxito a bordo de una estación espacial militar Almaz.

## Especificaciones de su munición
- Designación: 30 x 155 B, con casquillo de latón
- Calibre: 30 mm
- Peso de la bala: 410 g (14½ onzas), 840 g (1 libra, 13½ onzas) en total
- Carga propulsora: 95 g a 99 g de pólvora sin humo 6/7fl VBP
- Tipos de munición: HEI, AP, TP, dispersadores de Chaff

## Galería de imágenes

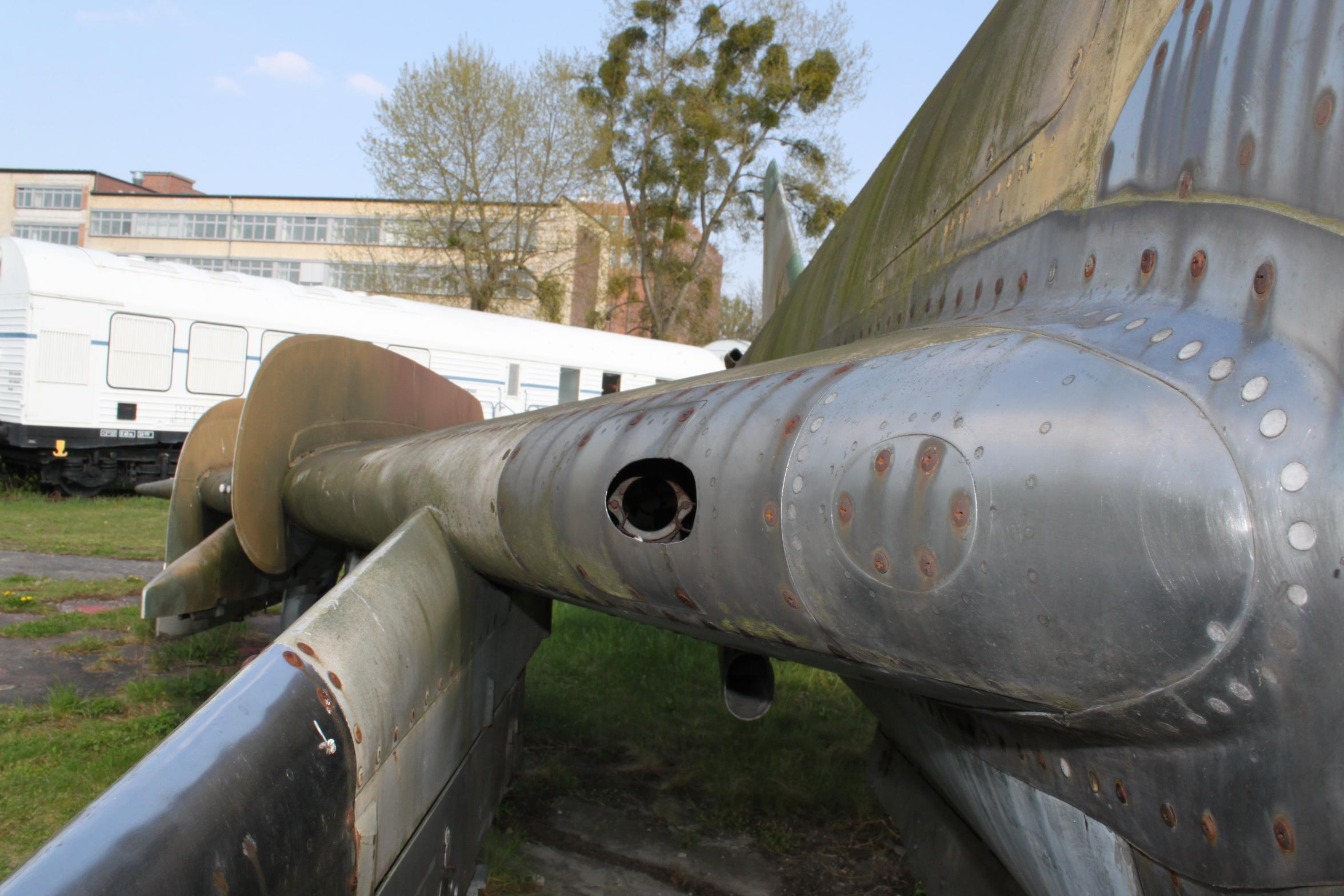
Cubierta de acero inoxidable alrededor de la boca del NR-30 de un SU-22.
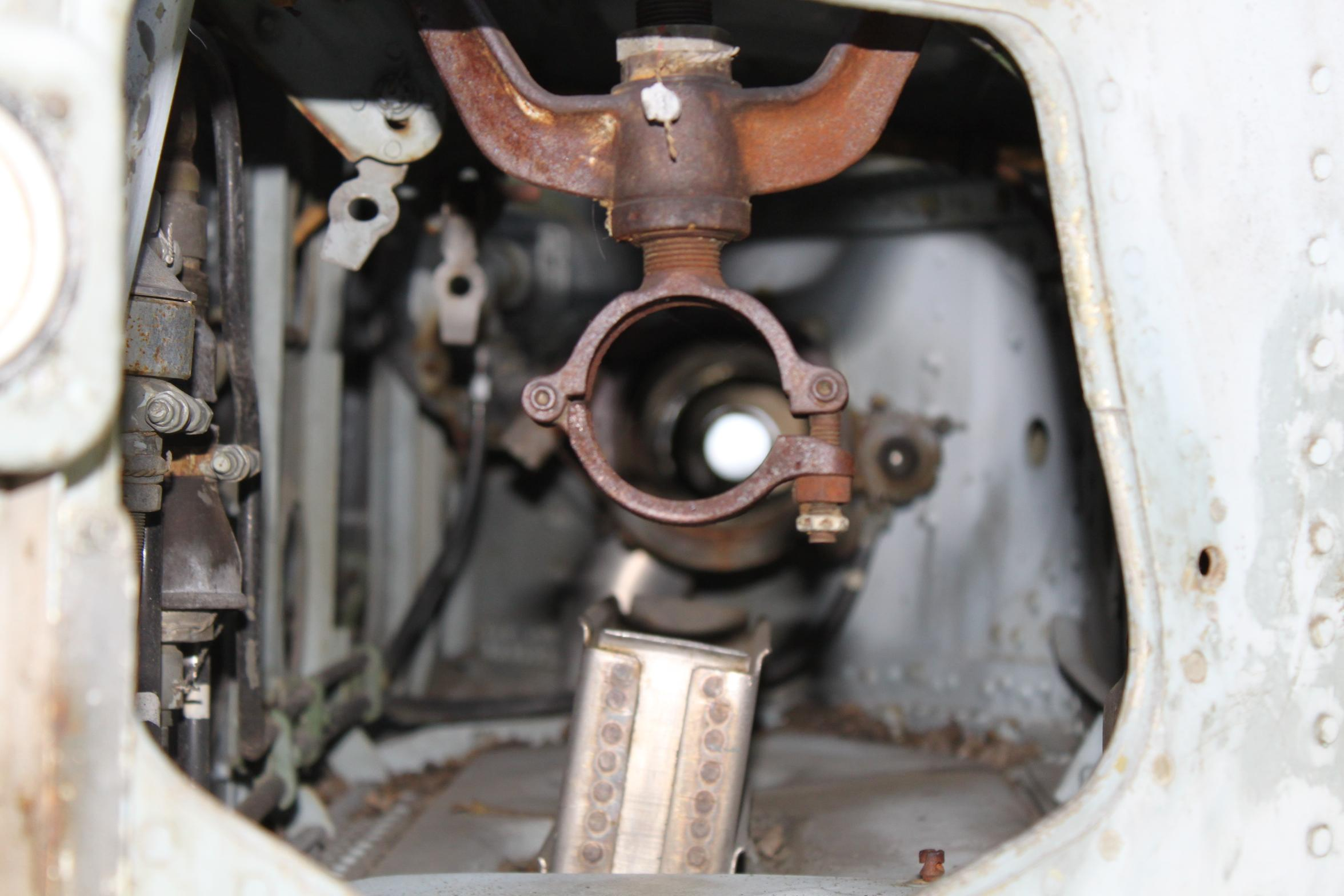
Un NR-30 montado dentro de un SU-22.
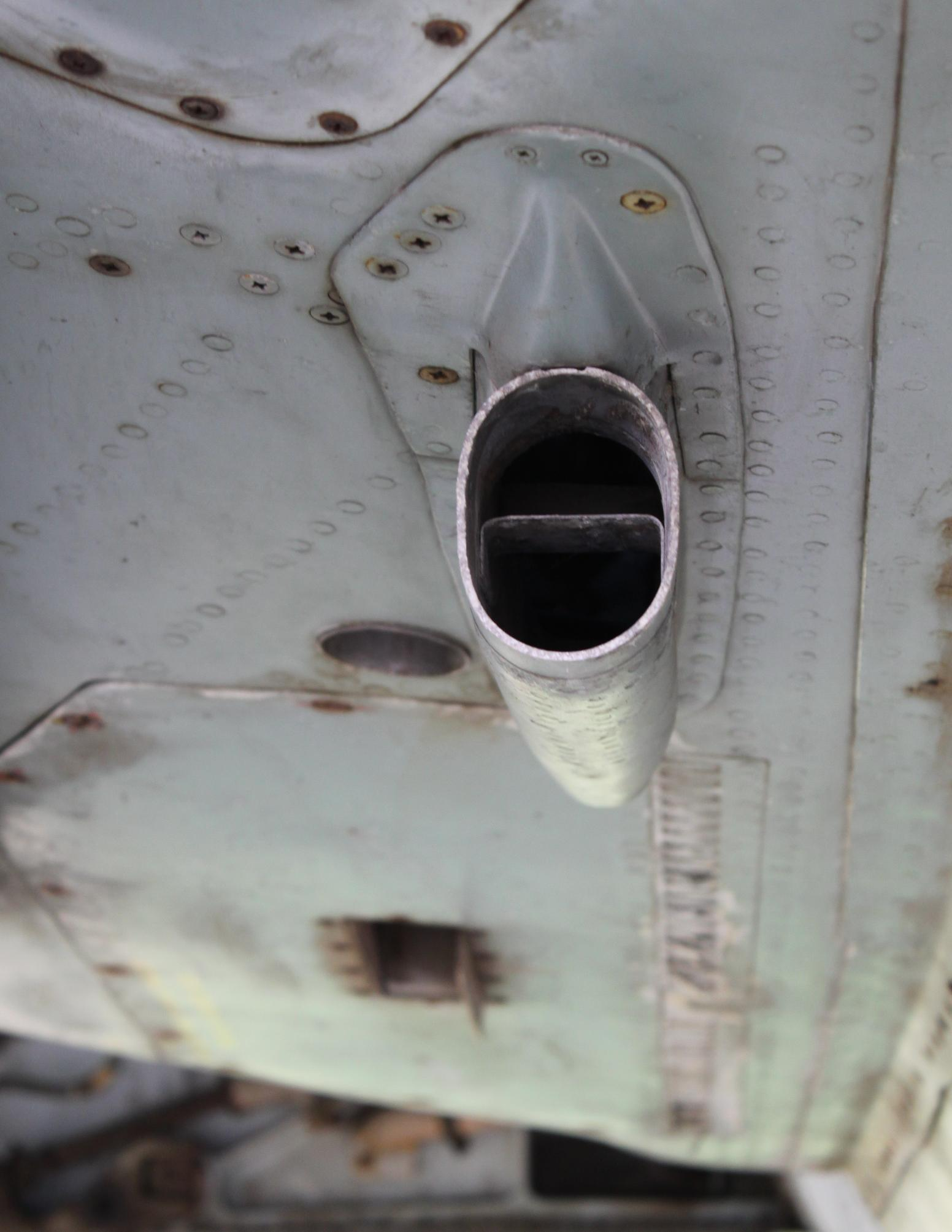
Toma de aire para enfriamiento y ventana de expulsión de casquillos en un SU-22.